# Női kétpárevezős a 2004. évi nyári olimpiai játékokon
A 2004. évi nyári olimpiai játékokon az evezés női kétpárevezős versenyszámát augusztus 14. és augusztus 21. között rendezték a Szkíniasz evezős és kajak‑kenu központban. A versenyt a Georgina Evers-Swindell, Caroline Evers-Swindell összeállítású új-zélandi hajó nyerte a német és a brit egység előtt.

## Versenynaptár
Az időpontok helyi idő szerint, zárójelben magyar idő szerint olvashatóak.
| Dátum                          | Időpont       | Forduló       |
| ------------------------------ | ------------- | ------------- |
| 2004. augusztus 14., szombat   | 11:00 (10:00) | Előfutamok    |
| 2004. augusztus 18., szerda    | 10:40 (9:40)  | Reményfutamok |
| 2004. augusztus 19., csütörtök | 10:50 (9:50)  | B-döntő       |
| 2004. augusztus 21., vasárnap  | 9:50 (8:50)   | A-döntő       |

## Eredmények
Az idők másodpercben értendők. A rövidítések jelentése a következő:
- QA: Az A-döntőbe jutás helyezés alapján
- QB: A B-döntőbe jutás helyezés alapján

### Előfutamok
Két előfutamot rendeztek, öt-öt résztvevővel. Az első két helyezett bejutott az A-döntőbe, a többiek a reményfutamba kerültek.
| Helyezés | Nemzet                                                             | Idő      | Mj       |
| 1. futam | 1. futam                                                           | 1. futam | 1. futam |
| -------- | ------------------------------------------------------------------ | -------- | -------- |
| 1.       | Új-Zéland (NZL) · Georgina Evers-Swindell, Caroline Evers-Swindell | 7:25,57  | QA       |
| 2.       | Nagy-Britannia (GBR) · Sarah Winckless, Elise Laverick             | 7:29,75  |          |
| 3.       | Ukrajna (UKR) · Natalija Huba, Szvitlana Mazij                     | 7:39,02  |          |
| 4.       | Franciaország (FRA) · Caroline Delas, Gaëlle Buniet                | 7:41,23  |          |
| 5.       | Oroszország (RUS) · Olga Szamulenkova, Julija Kalinovszkaja        | 7:54,75  |          |

| Helyezés | Nemzet                                                                | Idő      | Mj       |
| 2. futam | 2. futam                                                              | 2. futam | 2. futam |
| -------- | --------------------------------------------------------------------- | -------- | -------- |
| 1.       | Németország (GER) · Peggy Waleska, Britta Oppelt                      | 7:28,89  | QA       |
| 2.       | Bulgária (BUL) · Anet-Jacqueline Buschmann, Miglena Markova           | 7:35,46  |          |
| 3.       | Románia (ROU) · Camelia Macoviciuc-Mihalcea, Simona Strimbeschi-Muşat | 7:39,32  |          |
| 4.       | Ausztrália (AUS) · Donna Martin, Jane Robinson                        | 7:41,20  |          |
| 5.       | Olaszország (ITA) · Elisabetta Sancassani, Gabriella Bascelli         | 7:46,66  |          |

### Reményfutam
Két reményfutamot rendeztek, négy-négy résztvevővel. Az első két helyezett bejutott az A-döntőbe, a többiek a B-döntőbe kerültek. 
| Helyezés | Nemzet                                                                | Idő     | Mj |
| -------- | --------------------------------------------------------------------- | ------- | -- |
| 1.       | Nagy-Britannia (GBR) · Sarah Winckless, Elise Laverick                | 6:55,44 | QA |
| 2.       | Románia (ROU) · Camelia Macoviciuc-Mihalcea, Simona Strimbeschi-Muşat | 6:58,00 | QA |
| 3.       | Ausztrália (AUS) · Donna Martin, Jane Robinson                        | 7:04,69 |    |
| 4.       | Oroszország (RUS) · Olga Szamulenkova, Julija Kalinovszkaja           | 7:12,02 |    |

| Helyezés | Nemzet                                                        | Idő     | Mj |
| -------- | ------------------------------------------------------------- | ------- | -- |
| 1.       | Bulgária (BUL) · Anet-Jacqueline Buschmann, Miglena Markova   | 6:52,78 | QA |
| 2.       | Ukrajna (UKR) · Natalija Huba, Szvitlana Mazij                | 6:57,37 | QA |
| 3.       | Olaszország (ITA) · Elisabetta Sancassani, Gabriella Bascelli | 7:01,63 |    |
| 4.       | Franciaország (FRA) · Caroline Delas, Gaëlle Buniet           | 7:03,50 |    |

### Döntők

#### B-döntő
A B-döntőt négy résztvevővel rendezték, a reményfutamok 3-4. helyezettjeivel.
| Helyezés (Összesített) | Nemzet                                                        | Idő     |
| ---------------------- | ------------------------------------------------------------- | ------- |
| 1. (7.)                | Franciaország (FRA) · Caroline Delas, Gaëlle Buniet           | 6:52,55 |
| 2. (8.)                | Olaszország (ITA) · Elisabetta Sancassani, Gabriella Bascelli | 6:54,51 |
| 3. (9.)                | Ausztrália (AUS) · Donna Martin, Jane Robinson                | 6:55,17 |
| 4. (10.)               | Oroszország (RUS) · Olga Szamulenkova, Julija Kalinovszkaja   | 7:02,25 |

#### A-döntő
Az A-döntőt hat részvevővel rendezték az előfutamok és a reményfutamok 1-2. helyezettjeivel.
| Helyezés | Nemzet                                                                | Idő     |
| -------- | --------------------------------------------------------------------- | ------- |
| Arany    | Új-Zéland (NZL) · Georgina Evers-Swindell, Caroline Evers-Swindell    | 7:01,79 |
| Ezüst    | Németország (GER) · Peggy Waleska, Britta Oppelt                      | 7:02,78 |
| Bronz    | Nagy-Britannia (GBR) · Sarah Winckless, Elise Laverick                | 7:07,58 |
| 4.       | Bulgária (BUL) · Anet-Jacqueline Buschmann, Miglena Markova           | 7:13,97 |
| 5.       | Románia (ROU) · Camelia Macoviciuc-Mihalcea, Simona Strimbeschi-Muşat | 7:17,58 |
| 6.       | Ukrajna (UKR) · Natalija Huba, Szvitlana Mazij                        | 7:21,78 |